# Napir-Asu

Statue der Napirasu, Paris, Louvre

Napir-Asu war eine elamitische Königin um 1225 v. Chr. und die Gemahlin von Untasch-Napirischa. 
Sie ist vor allem von einer 1,29 m hohen Bronzestatue bekannt, die 1903 in Susa gefunden wurde und als ein Hauptwerk elamitischer Kunst gilt. Der Kopf des Werkes ist verloren. Es zeigt die Königin in einem langen Gewand mit gekreuzten Händen über dem Bauch. Die Figur befindet sich heute im Louvre. Aus einem Brief ist bekannt, dass Untasch-Napirischa mit einer babylonischen Prinzessin, einer Tochter von Burna-buriaš II., verheiratet war. Es ist jedoch unsicher, ob es sich dabei um Napir-Asu handelt.